# Angola-astrild
De Angola-astrild (Coccopygia bocagei; synoniem: Estrilda bocagei) is een zangvogel uit de familie Estrildidae (prachtvinken).

## Verspreiding en leefgebied
Deze soort is endemisch in Angola.